# Eisenbahnprojekt Wasserfallen
| Spurweite: | 1435 mm (Normalspur) |                                         |                                         |
| |                      |                                         |                                         |
| \| \| \| nach Basel \| \| \| \| \| Liestal \| \| \| \| \| Hauensteinstrecke nach Lausen-Olten \| \| \| \| \| Bubendorf \| \| \| \| \| Ziefen \| \| \| \| \| Reigoldswil \| \| \| \| \| Schafmatt-Tunnel (5,5 km) \| \| \| \| \| Mümliswil \| \| \| \| \| Balsthal \| \| \| \| \| Klus \| \| \| \| \| \| \| \| \| \| Oensingen (Bahnstrecke Olten–Solothurn) \| \| |                      |                                         |                                         |
| Strecke |                      | nach Basel                              | nach Basel                              |
| Bahnhof |                      | Liestal                                 | Liestal                                 |
| Abzweig ehemals geradeaus und nach links |                      | Hauensteinstrecke nach Lausen-Olten     | Hauensteinstrecke nach Lausen-Olten     |
| Bahnhof (Strecke außer Betrieb) |                      | Bubendorf                               | Bubendorf                               |
| Bahnhof (Strecke außer Betrieb) |                      | Ziefen                                  | Ziefen                                  |
| Bahnhof (Strecke außer Betrieb) |                      | Reigoldswil                             | Reigoldswil                             |
| Tunnel (Strecke außer Betrieb) |                      | Schafmatt-Tunnel (5,5 km)               | Schafmatt-Tunnel (5,5 km)               |
| Bahnhof (Strecke außer Betrieb) |                      | Mümliswil                               | Mümliswil                               |
| Kopfbahnhof Streckenanfang · Bahnhof (Strecke außer Betrieb) |                      | Balsthal                                | Balsthal                                |
| Strecke · Strecke |                      | Klus                                    | Klus                                    |
| Strecke nach links · Abzweig geradeaus und von rechts |                      |                                         |                                         |
| Abzweig quer, nach rechts und ehemals nach links |                      | Oensingen (Bahnstrecke Olten–Solothurn) | Oensingen (Bahnstrecke Olten–Solothurn) |

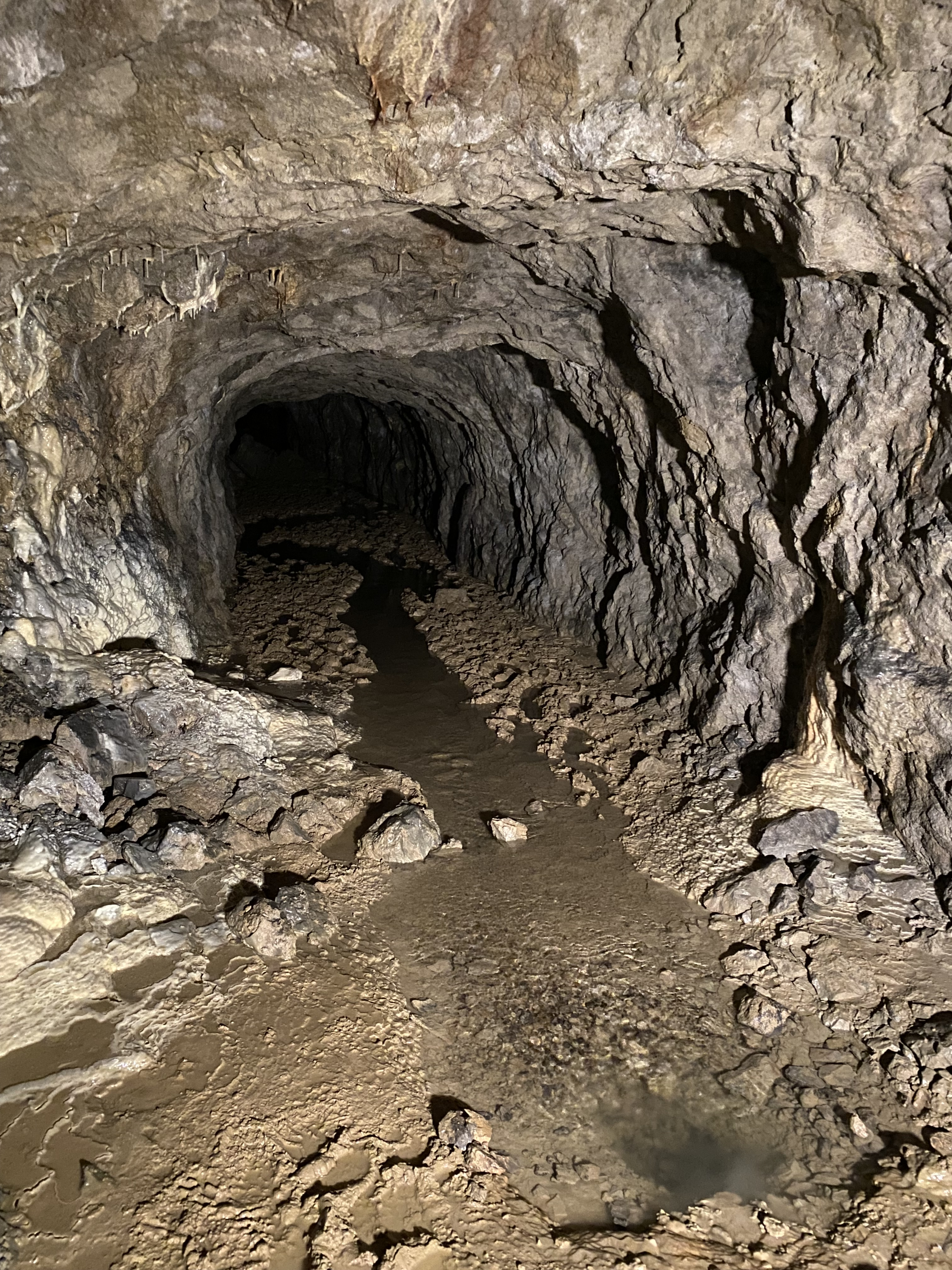
Begonnener Voreinschnitts-Stollen in Reigoldswil (2024) an der Stelle einer angebohrten Quelle. Blick Richtung Stolleneingang.

Die Wasserfallenbahn – nicht zu verwechseln mit der gleichnamigen Seilbahn – war ein Eisenbahnprojekt in der Nordwestschweiz, das 1875 nach 11 Monaten Bauzeit an der gewählten Bauweise, an mangelnden Finanzen und am fehlenden Willen der Bauherrschaft, der Schweizerischen Centralbahn, scheiterte.
Der Bau des 4'185 Meter langen Wasserfallen-Tunnels wurde mit sechs senkrechten Schächten begonnen, die nach einem Jahr Bauzeit mit Wasser voll gelaufen sind, was zum Konkurs der Baufirma führte.
Die Wasserfallenbahn sollte Teilstück einer möglichst kurzen Eisenbahnstrecke zwischen Basel und Bern bilden, mit einem Juradurchstich unter dem Höhenzug Wasserfallen zwischen der Baselbieter Ortschaft Reigoldswil und dem Solothurnischen Mümliswil.
Als Wasserfallenbahn wurde die Teilstrecke Liestal – Oensingen bezeichnet. Anschliessend wäre man, von Basel herkommend, auf der Gäubahnstrecke von Oensingen direkt nach Solothurn gefahren und dann mit der Solothurn-Schönbühl-Bahn nach Bern. Letztere wurde nur von Solothurn nach Biberist (Äspli) realisiert.
Ausserdem hätte die Wasserfallenbahn das Kernstück der damals kürzesten Strecke von Basel in die Westschweiz gebildet.

## Historischer Kontext: Planung und Scheitern der Wasserfallenbahn
1849, nach Gründung des Schweizer Bundesstaats, beauftragte der Bundesrat die Eisenbahn-Ingenieure Robert Stephenson und Henry Swinburne, einen Generalplan zur Einführung der Eisenbahn in der Schweiz zu erstellen. Der Bundesrat legte mit seiner Instruktion klare Rahmenbedingungen fest und verlangte eine Auslegeordnung. So sollten Haupt- und später zu realisierende Nebenlinien vorgeschlagen werden. Die Ingenieure präsentierten Ende 1850 ihren Vorschlag: Als einzigen, zentralen Juradurchstich von Basel ins Mittelland schlugen sie die Hauensteinbahn vor. Direkte Verbindungen von Basel nach Zürich und von Basel nach Bern wurden von den britischen Experten als zu teuer und unnötig empfunden, gerade wegen negativer Erfahrungen aus England. Die Passwang- bzw. Wasserfallenlinie, die Bözberglinie und die "Rheinthallinie" von Basel dem Rhein entlang nach Brugg wurden gegenüber der Hauensteinbahn als weniger vorteilhaft dargestellt. Die Wasserfallenbahn wäre gemäss den Experten für den Anschluss der Stadt Zürich zu westlich gelegen.

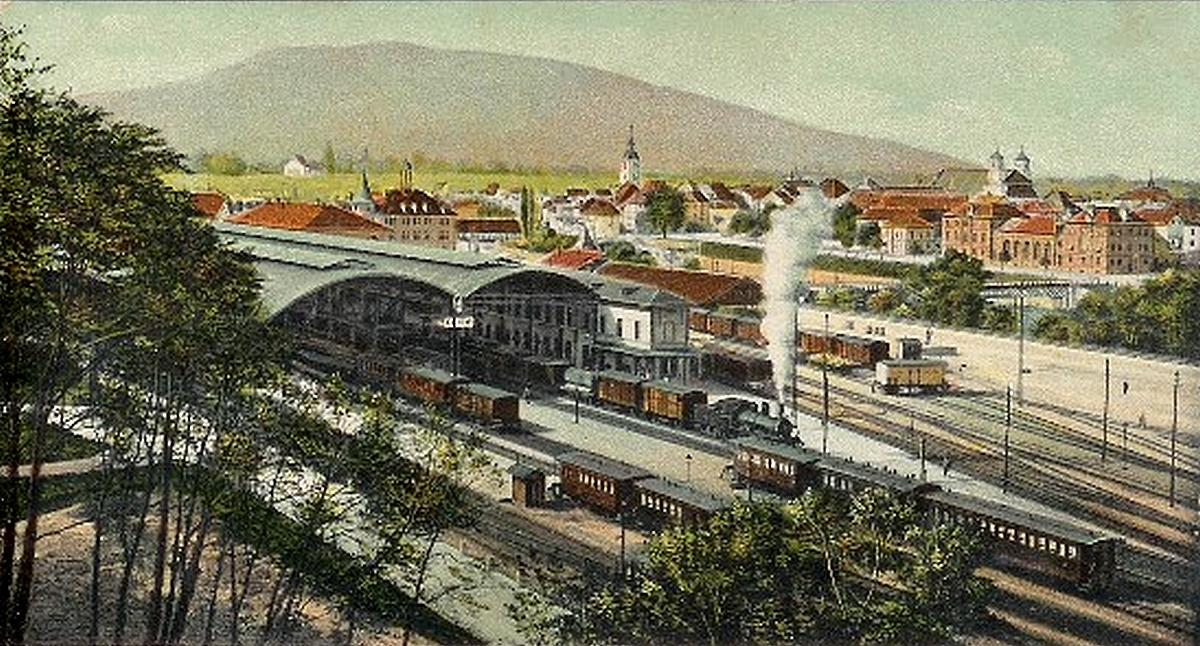
Der SCB-Bahnhof Olten, um 1900.

Der Bundesrat favorisierte daraufhin einen einzigen, zentralen Juradurchstich, wohl vor allem deshalb, weil im Bundesrat Josef Munzinger aus Olten sass und 1853 und 1854 gar für die Eisenbahn verantwortlich war. Mit dem Eisenbahngesetz von 1852 waren zwar die Kantone für die Konzessionierung von Eisenbahnlinien zuständig, dennoch war mit dem Gutachten von Stephenson & Swinburne die Stossrichtung klar. Für die erste Verbindung von Basel ins Mittelland bewarben sich ein Aargauer Komitee um die Schafmattbahn und ein Oltner Komitee um die Hauensteinbahn. Es obsiegte die Stadt Olten, die fortan zum Eisenbahnknotenpunkt der Schweiz wurde.
1858 eröffnete die 1853 gegründete Schweizerische Centralbahn (SCB) mit Sitz in Basel den ersten Juradurchstich, den damals zweispurigen Hauenstein-Eisenbahntunnel von Basel nach Olten (heute Läufelfingerli). Es handelte sich um den ersten solchen Eisenbahntunnel der Welt. Beim Bau des Hauenstein-Eisenbahntunnels trieb die SCB drei senkrechte Schächte, um von dort aus auf der Höhe des vorgesehenen Tunnels in beide Richtungen vorzustossen. Mit den fünf Angriffspunkten sollte die Bauzeit deutlich verkürzt werden. Der Bau zwischen Läufelfingen und Trimbach war zwar erfolgreich, führte aber auch wegen der Bauweise mit den Schächten zu einer Katastrophe mit 63 Toten und zu weiteren Unglücken. Die SCB liessen nach Abschluss der Arbeiten einen wissenschaftlichen Abschlussbericht zum Bau des Hauenstein-Eisenbahntunnels mit Empfehlungen für künftige Tunnelbauten verfassen. Bei der künftigen Anwendung der Bauweise mit Schächten empfahlen die Ingenieure der SCB, zuerst das Vorgehen betr. Hydrogeologie seriös zu planen.

Die SCB realisierte daraufhin sternförmig von Olten weg verschiedene Eisenbahnlinien, so nach Herzogenbuchsee-Bern und von Herzogenbuchsee via Solothurn nach Biel, von Olten nach Luzern und von Olten nach Aarau (-Zürich) sowie von Bern nach Thun. Der Bahnhof Olten wurde zum Eisenbahnknotenpunkt der Schweiz.

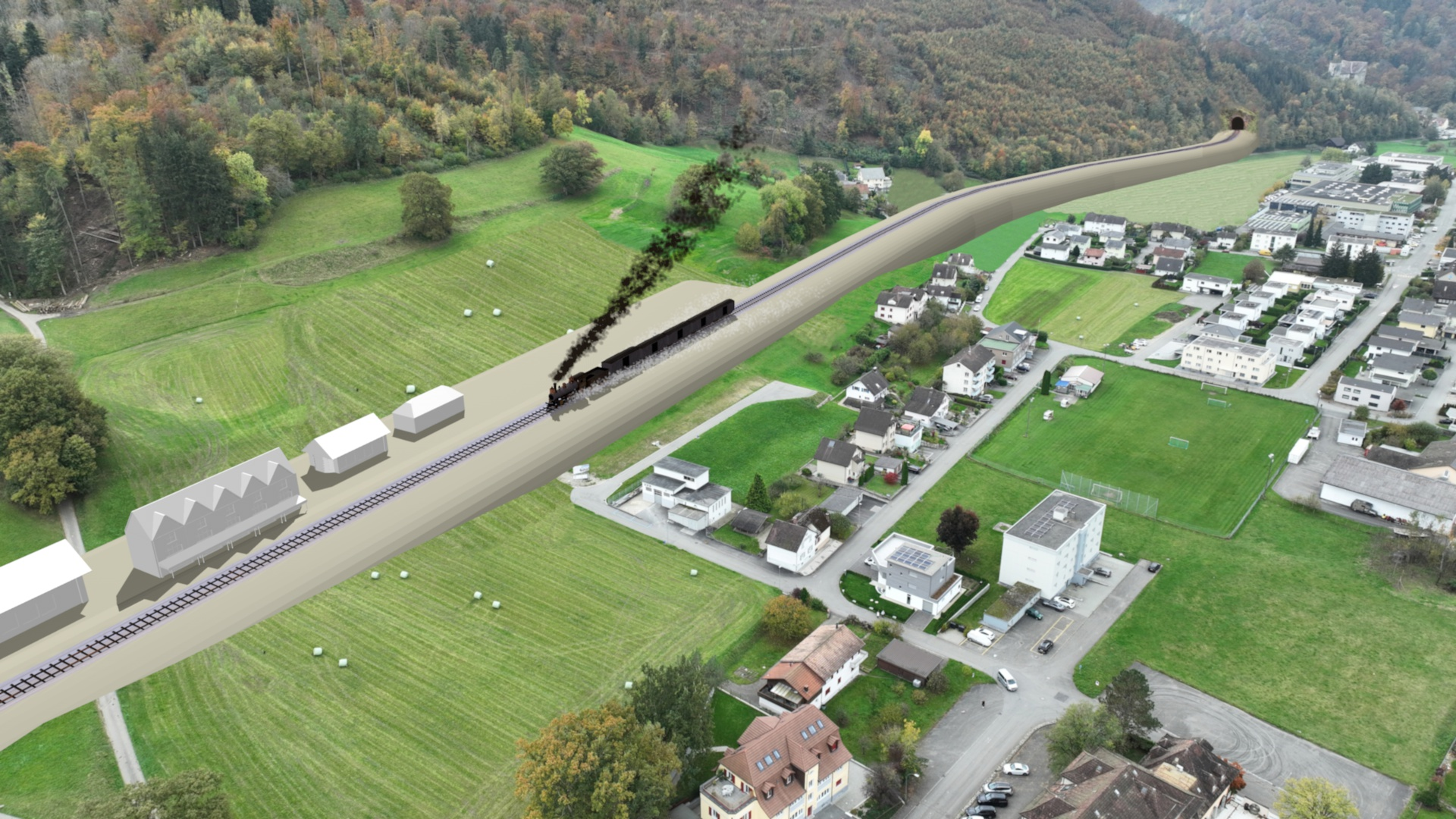
Visualisierung des projektierten Bahnhofs Balsthal im Nesplenacker. Fotomontage (2024) auf Basis der originalen Streckenpläne und Profile vom Juli 1874 der SCB.

Als das Parlament 1872 jedoch den ersten Alpendurchstich mit der Gotthardbahn beschloss und am 23. Dezember 1872 das neue Eisenbahngesetz verabschiedete, das pauschal verlangte, dass alle Güterbahnen in der Schweiz von A nach B immer den kürzesten Weg wählen mussten, drohte der SCB auf all ihren Strecken Konkurrenz. Der grösste Förderer dieser politischen Entwicklungen war der Zürcher Eisenbahnkönig und Freisinnige Alfred Escher, seit 1853 Direktionspräsident der Nordostbahn und Initiant des Gotthardtunnels. Damit musste nun zwangsläufig ein zweiter Juradurchstich gebaut werden, nämlich der Bözberg-Tunnel. Dieser diente der Nordostbahn von Alfred Escher als direkte Strecke von Basel nach Zürich und der SCB als Haupt-Gotthardzubringer von Basel über Brugg – Lenzburg – Wohlen – Rotkreuz – Immensee – Gotthard (Aargauer Südbahn). Dadurch wurde aber auch der Weg frei für eine Wasserfallenbahn als direkteste Linie von Basel nach Bern. Ausserdem wäre die Wasserfallenbahn eine Abkürzung von Basel nach Biel und damit von Deutschland in die Westschweiz geworden. Die Jurabahn wäre rund 6 Kilometer länger gewesen.

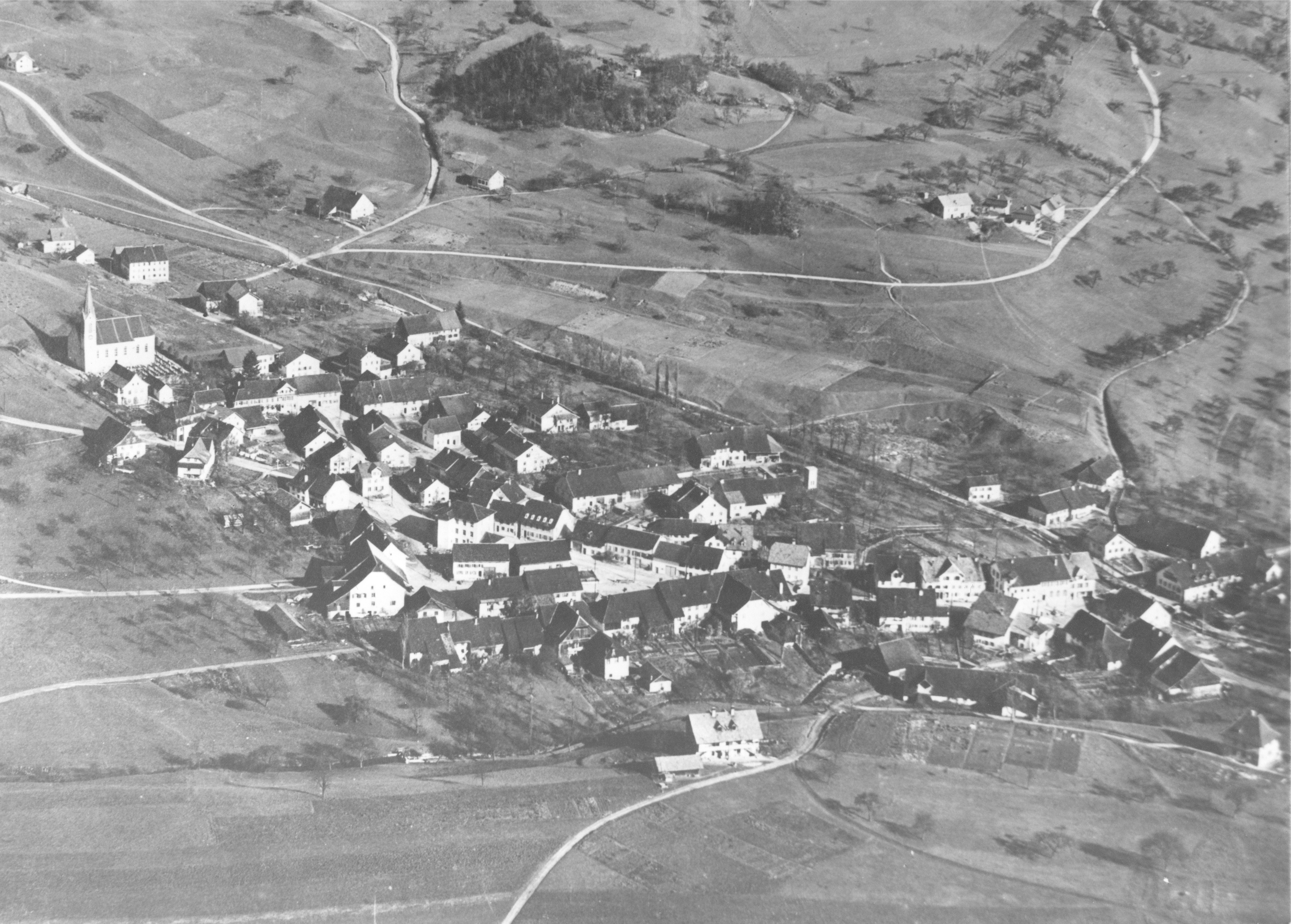
Mümliswil, ca. 1910. Sichtbar ist über der Bildmitte die massive Aufschüttung für den Bahnhof, gegen links oben das Bahntrasse (mit der ins Trassee hineinverlegten Limmern) sowie ganz links der Wasserfall mit dem Stollenmund (rechts davon).

Schon am 27. Februar 1870 gab es in Reigoldswil und im gleichen Jahr in Oensingen zur Gründung von Eisenbahn-Komitees Volksversammlungen. Auf der Solothurner Seite formierte sich daraufhin das "Gäubahnkomitee". Dieses wollte eine direkte Strecke von Olten nach Solothurn bauen (Gäubahn). Ausserdem bemühte sich das Gäubahnkomitee um eine Konzession für eine Wasserfallenbahn von Liestal nach Oensingen, womit die Gäubahn stärker ausgelastet gewesen wäre. Von Basel nach Bern wäre man von Oensingen nach Solothurn und dann weiter nach Schönbühl gefahren.

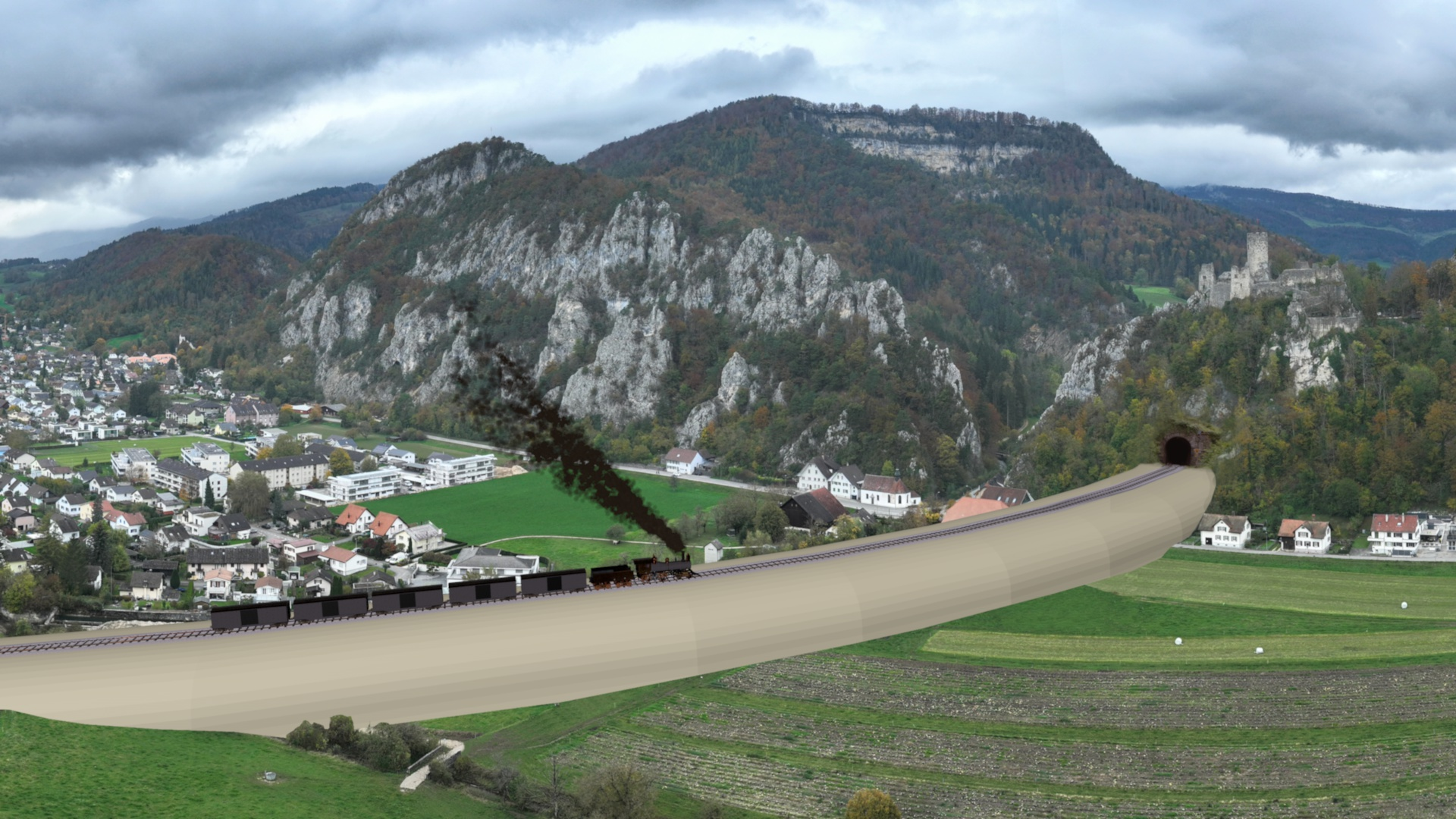
Visualisierung der Wasserfallen-Bahnstrecke bei Balsthal, St. Wolfgang. Fotomontage (2024)auf Basis der originalen Streckenpläne und Profile vom Juli 1874 der SCB.

Die SCB musste um ihr Monopol fürchten und bemühte sich mit allen Kräften um die Konzessionen aller geplanten Konkurrenzstrecken, so auch um die Gäubahn und um die Wasserfallenbahn. Auf der Baselbieter Seite bewarben sich 1872 das Gäubahnkomitee und die SCB um eine Konzession für die Wasserfallenbahn. Die Konzessionsgesuche der SCB und des Gäubahnkomitees trafen am gleichen Tag in Liestal ein. Der Baselbieter Landrat erteilte am 30. Dezember 1872, am zweitletzten Tag, an dem die Kantone Konzessionen erteilen konnten, in grosser Eile die Konzession an die SCB, unter der Bedingung, gleichzeitig auch eine Waldenburgerbahn zu errichten. Dieser Entscheid wurde am 11. Mai 1873 mit 77 % vom Baselbieter Stimmvolk in einer Abstimmung gutgeheissen. Am 16. Februar 1873 schloss die SCB mit dem Gäubahnkomitee einen Vertrag ab und übernahm auch die Konzession auf der Solothurner Seite, die im September 1873 vom Bundesrat bestätigt wurde. Damit war die SCB nun im Besitze der Konzession des Wasserfallentunnels – der Konkurrenzlinie für ihren eigenen Hauensteintunnel. Vom Gäubahnkomitee übernahm die SCB auch die Konzession für die Errichtung der Gäubahn selber. Ausserdem musste sich die SCB an der Emmentalbahn (Bahnstrecke Solothurn-Burgdorf) beteiligen.
Ausserdem erhielt die SCB anfangs der 1870er Jahre die Konzessionen für den Bau des Bözbergtunnels, für die Aargauische Südbahn, für die Solothurn-Büren-Lyss-Bahn, für die Solothurn-Schönbühl-Bahn (als Verlängerung der Wasserfallenlinie) und für die Strecke Bern-Luzern (hierbei handelt es sich um die Langenthal-Wauwil-Bahn mit einem Eisenbahntunnel zwischen Altbüron und Ebersecken). Die SCB wollte also gleichzeitig drei Eisenbahntunnel-Projekte samt Zufahrten und drei weitere Eisenbahnstrecken errichten. Die drei Eisenbahntunnel-Projekte hätten dazu geführt, dass Olten nicht mehr Eisenbahnknotenpunkt der Schweiz gewesen wäre. Die Konzession für den Bözbergtunnel erhielt die SCB wegen der doppelten Nutzung des Bözberg-Tunnels (Gotthard-Zubringer der SCB und Strecke Basel – Zürich der NOB) gemeinsam mit Alfred Eschers Unternehmen, der Nordostbahn. Die anderen beiden Tunnelprojekte, die Wasserfallenbahn und die Langenthal-Wauwil-Bahn, wurden 1875 fast gleichzeitig, nach einem Jahr Bauzeit, von der alleinigen Konzessionärin SCB definitiv eingestellt.

Der definitive Streckenplan der Wasserfallenbahn vom Juli 1874, unterzeichnet vom Sektionsingenieur Rinecker. Plan im SBB Historic Archiv.

In den Jahren 1873 und 1874 fanden die Landkäufe und Enteignungen für die Wasserfallenbahn statt, im Winter 1873/74 die Vermessung der Bahnlinie, im Sommer 1874 die Projektierung der Streckenführung. Im Sommer 1874, nach der Festlegung der definitiven Streckenführung, vergab die SCB den Bauauftrag an das Konsortium "Schneider, Münch & Jerschke" aus Berlin, das zuvor noch nie eine Gebirgsstrecke, geschweige denn einen Eisenbahntunnel errichtet hatte. Am 26. Oktober 1874 wurde mit den Bauarbeiten begonnen.
Das Wasserfallenbahn-Projekt war für die SCB ein heikles Unterfangen, da sie ihren eigenen Hauenstein-Tunnel konkurrenzierte. Daher äusserte Alex Capus in einer 2004 publizierten Recherche die Vermutung, dass die SCB mutmasslich das Ziel hatte, die Bahn gar nicht zu realisieren und auch Konkurrenten den Bau später zu verunmöglichen. Nach 11 Monaten Bauzeit wurde am 28. September 1875 der Bau tatsächlich eingestellt, ohne dass an einen Weiterbau zu denken war.
Für die Dörfer Reigoldswil und vor allem für Mümliswil war der Abbruch der Bauarbeiten eine Katastrophe. Hunderte Familien wurden in den Ruin getrieben, Dutzende wanderten nach Amerika aus, sogar von Suiziden wird berichtet. Zu viele Familien hatten sich verschuldet und verspekuliert, indem sie zum Beispiel Wohnungen für Gastarbeiter erstellten und plötzlich keine Gastarbeiter mehr da waren. In Reigoldswil gab es bei Baubeginn 13 Restaurants, in Mümliswil 23.
Auf der Solothurner Seite klagte das Gäubahnkomitee im Jahr 1876 gegen die SCB wegen Verletzung des Gäubahn-Vertrags. Daraufhin übernahm der Kanton Solothurn die Rolle des Gäubahnkomitees als dessen Rechtsnachfolger. Nach langwierigen Gerichtsverhandlungen kam es 1879 zu einem Vergleich. Die SCB musste unter anderem eine Strafzahlung an den Kanton Solothurn leisten und die für den Tunnelbau erworbenen Grundstücke in Mümliswil an den Kanton Solothurn abgeben, wurde dafür aber von der Pflicht entbunden, die Wasserfallenbahn zu errichten. Ausserdem musste sie das der Emmentalbahn vertraglich zugesicherte Teilstück Solothurn – Biberist (Äspli) errichten und sich erneut finanziell an der Emmentalbahn beteiligen.
Auf der Baselbieter Seite wurden keine juristischen Schritte gegen die SCB eingeleitet. Der Bau des Wasserfallentunnels hatte die SCB bis dahin schon einen siebenstelligen Betrag gekostet, was durch weitere wirtschaftliche Misserfolge zu einer ernsthaften Situation führte. Nach einigen schwierigen wirtschaftlichen Jahren erholte sich die SCB, und nach der Eröffnung der Gotthardbahn stieg die SCB mit ihrem zentralen Bahnhof Olten, dem Gotthard-Zubringer Bözbergtunnel und der Aargauischen Südbahn zu einem erfolgreicheren Unternehmen auf. Das Projekt der Wasserfallenbahn nahm sie nicht wieder auf, verlängerte die Konzession dafür aber bis am 31. Dezember 1881.
Von der Solothurn-Schönbühl-Bahn, die als Fortsetzung der Wasserfallenbahn hätte realisiert werden sollen, wurde 1876 durch die SCB nur das Teilstück von Solothurn nach Biberist (Äspli) errichtet, das gleichzeitig auch von der Emmentalbahn genutzt wurde. Durch das Scheitern der Wasserfallenbahn sah die SCB keinen Bedarf mehr an einer Solothurn-Schönbühl-Bahn. Noch heute hat das Teilstück von Solothurn nach Biberist (Äspli) einen zweispurigen Unterbau. Anstelle der normalspurigen Solothurn-Schönbühl-Bahn wurde 1916 die Elektrische Schmalspurbahn Solothurn–Bern eröffnet, welche ungefähr einem ähnlichen Streckenverlauf folgt.
Trotz vertraglicher Verpflichtung im Zusammenhang mit der Konzession für die Wasserfallenbahn hat die SCB die Waldenburgerbahn weder realisiert noch konkret geplant. Diese wurde 1880 dank dem Engagement eines lokalen Komitees errichtet.
1899 wurde die Oensingen-Balsthal-Bahn (OeBB) eröffnet. Daraufhin verfasste ein Solothurnisches Komitee unter Mitwirkung von Gustav Adolf Frey erneut ein Konzessionsgesuch an die Eidgenossenschaft, welches eine Verlängerung der OeBB und einen rund 6'000 m langen Tunnel von Mümliswil nach Reigoldswil vorsah. Dieses Konzessionsgesuch für eine Wasserfallenbahn mit einer Art Basistunnel wurde von den Bundesbehörden nie behandelt.
1902 wurde die SCB mit all ihren Strecken in die SBB integriert. Der Bahnhof Olten ist seither Eisenbahnknotenpunkt der Schweiz und konnte diesen Status mit dem Bau des Hauenstein-Basistunnels 1916 sichern, womit die Wasserfallenbahn definitiv scheiterte.

## Der Tunnelbau
Die Dokumentation über den Tunnelbau im SBB Historic Archiv ist von herausragender Qualität und gibt im Detail Auskunft über den Tunnelbau.
Die SCB hat sich, anders als beim Hauenstein-Tunnel, in erster Priorität auf den Bau des 4'185 Meter langen Tunnels fokussiert. Die Zufahrtsstrecken wären erst später errichtet worden. Die Planstudien und die definitiven Projektierungs-Pläne der ganzen Zufahrtsstrecken vom Juli 1874 sind im SBB-Archiv erhalten. Die doppelspurige Strecke wäre äusserst spektakulär geworden, mit mehreren Tunnels, Dämmen und Brücken. Die Strecke ist nicht mit der Linie der OeBB identisch, sondern der Bahnhof Balsthal hätte sich auf einem aufgeschütteten Damm südöstlich von Balsthal, unterhalb des Roggen im Nesplenacker befunden. Die geplante Strecke wäre durchgehend mit 17,5 Promille von Oensingen weg angestiegen. Besonders spektakulär wäre ein genau 500 m langer Damm bei Balsthal geworden, der in einen Tunnel direkt unter der bekannten Ruine Neu-Falkenstein gemündet hätte.

Das Fortschrittsprofil des Wasserfallentunnels per Ende der Bauarbeiten (September 1875). Auf dem Profil ist im Detail zu erkennen, welche Schächte und Stollen wie weit realisiert worden sind. Plan im SBB Historic Archiv.

Die SCB beauftragte für den Bau eine Firma aus Berlin namens „Konsortium Schneider, Münch und Jerscke“. Die Baufirma hatte keine Erfahrung mit Tunnelbau. Von Anfang an kam es zu regelmässigen Streiks der Bauarbeiter wegen ausbleibenden Lohnzahlungen. Die Firma kaufte aus Strasbourg (F) Occasion-Material. Die Rollen der Tunnelwagen waren ausgeleiert und die Spurweiten waren unterschiedlich. Die Pumpen waren zu klein und trafen nicht nach Zeitplan ein. Es wurde mit wenigen Pferden und vor allem mit Hand gearbeitet. Zuerst sprengte man mit Schwarzpulver, erst später mit Dynamit. Die Pumpen wurden oft mit Bauholz statt mit Kohle betrieben, sodass sie kaum Leistung hatten oder sich Wasserdampf in den Zylindern ansammelte, was den Betrieb ganz verunmöglichte. Die Mineure wurden nicht selten zum Holzspalten eingesetzt.
Gegenüber der Öffentlichkeit und den Behörden konnte die SCB ausgezeichnete Planungsunterlagen vorweisen, wofür der leitende Ingenieur Franz Rinecker verantwortlich war. Auf der Baustelle dagegen häuften sich die Schwierigkeiten und Unterbrüche.
Die SCB liessen den Tunnel mit zwei waagrechten (Vor-)Stollen und sechs senkrechten Schächten errichten, wobei die beiden Hauptschächte rund 70 m und 130 m tief geworden wären.

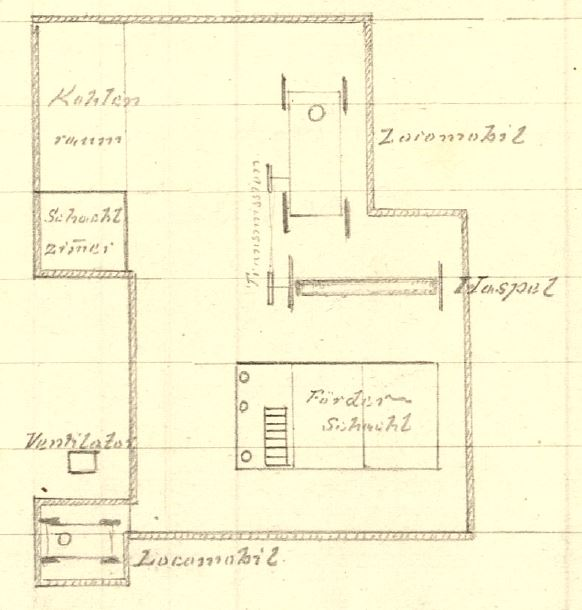
Grundriss der Schachthütte auf dem Portalschacht (Nr. 6) in Mümliswil. Plan aus den Baujournalen im SBB Historic Archiv.

Nur wenige Monate vor Baubeginn wurde per Juli 1874 ein sehr kurzer geologischer Bericht erstellt, notabene durch den Oberingenieur und nicht durch einen Geologen. Das Kapitel „Wassereindrang“ umfasste wenige Sätze: „Der zu erwartende Wasserzudrang entzieht sich selbstverständlich einer genaueren Berechnung. Der ziemlich bedeutende Wasserabfluss an der Oberfläche nach beiden Seiten hin, deutet jedoch darauf hin, dass vorhandener Thon und Mergellagen ein Eindringen des Tagwassers in das Gebirge verhindern und dürfte demnach ein verhältnismässig trockener Bau immerhin in den Bereich der Möglichkeit gehören (...).“ Ein weiteres geologisches Gutachten von Prof. Lang aus Solothurn aus dem Jahr 1874 enthielt nur wenige Sätze zu den hydrologischen Gefahren.
Die Fehleinschätzung und Risikobereitschaft, mit der die SCB den Bau des Wasserfallentunnels im Bereich der Hydrologie anging, mag überraschen – denn die SCB selbst war es ja, die 15 Jahre zuvor beim Bau des Hauenstein-Tunnels gelernt hat, dass der Wassereindrang in Stollen und vor allem in Schächte grosse Probleme verursachen kann. Beachtlich ist dabei, dass der durchzustossende Berg „Wasserfallen“ heisst und auf beiden Seiten starke Quellen aufweist. Folglich sind im Berg grosse Grundwasserspeicher zu erwarten – entgegen der Einschätzung der Berichtersteller der geologischen Fachberichte.
Jedes Wasser, die beim Bohren der senkrechten Schächte angezapft wurde, ergoss sich also fortan in die Schächte, ohne dass das Wasser abfliessen konnte. In die beiden Hauptschächte lief nach einem Jahr Bauzeit jeweils bis zu 550 Liter Wasser pro Minute in den Schacht, das sind knapp 10 Liter Wasser pro Sekunde. Dieses eindringende Wasser musste dauerhaft ausgepumpt werden, wofür aber grosse Mengen an Kohle und leistungsstarke Pumpen nötig gewesen wären. Durch das viele Wasser verrosteten auch metallene Bauteile, sodass die Liftkörbe einmal in den Schacht gestürzt und zerbrochen sind.
Der Konkurs der Baufirma trat im 27. / 28. September 1875 ein, nachdem am 22. Juli 1875 ein Gewitter mehrere Schächte, vor allem aber den Hauptschacht in Mümliswil unter Wasser setzte. Dieser befand (bzw. befindet) sich in einem Bachlauf. Der Bach wurde einige Meter umgeleitet, jedoch wurde kein Rückhaltebecken für die Wassermassen bei Starkregen realisiert. Um den Schacht nach dem Unwetter auszupumpen, mussten alle Pumpen der anderen Mümliswiler Schächte hergebracht werden, womit die anderen Schächte und Stollen wochenlang nicht weiter vorgetrieben wurden. Damit blieben die Zahlungen der SCB an die Baufirma aus, die an den Baufortschritt geknüpft waren (bezahlt wurde in Meter Vortrieb in den Stollen und Schächten). Die Baufirma ging bald darauf Konkurs und die Arbeiter zogen weg. Die Solothurner Regierung musste sogar Sicherheitskräfte aufbieten, um für Ruhe und Ordnung zu sorgen. Die Schächte und Stollen füllten sich unmittelbar mit Wasser. Ein Weiterbau war nachhaltig verunmöglicht.
Die SCB bemühte sich daraufhin kaum um einen weiteren Baufortschritt und auch nicht um die Sicherung des angefangenen Bauwerks.

Planaufnahme der Situation zum Ende der Bauarbeiten in Reigoldswil (September 1875). Plan im SBB Historic Archiv.

Für den Betrieb von schnelleren, maschinellen Tunnelvortriebsmaschinen wie beim Gotthardtunnel stand in Reigoldswil und Mümliswil zu wenig Wasserkraft zur Verfügung. Der Tunnel hätte mit zwei waagrechten Stollen und in Handarbeit weitergebaut werden müssen, was bei der geplanten Länge von 4‘185m einige Jahre, wenn nicht Jahrzehnte gedauert hätte. Dampfbetriebene Bohrmaschinen konnten aufgrund der Rauchentwicklung nicht im Tunnel betrieben werden und waren bei längeren Tunnels wegen des geringen Wirkungsgrads und damit den hohen Kosten auch nicht rentabel zu betreiben. Ausserdem stand damals noch keine Elektrizität zur Verfügung.
Die SCB einigte sich daraufhin mit den Kantonen als Konzessionsgeber, zahlte eine Strafe und übergab die Grundstücke der öffentlichen Hand. Die Baustelle wurde aufgegeben. Sämtliche späteren Versuche für eine Wiederaufnahme der Bauarbeiten scheiterten. Die Wasserfallenbahn geriet bald in Vergessenheit.
Vom Tunnelbau sind keine erhaltene Fotos bekannt.

## Heutiger Zustand

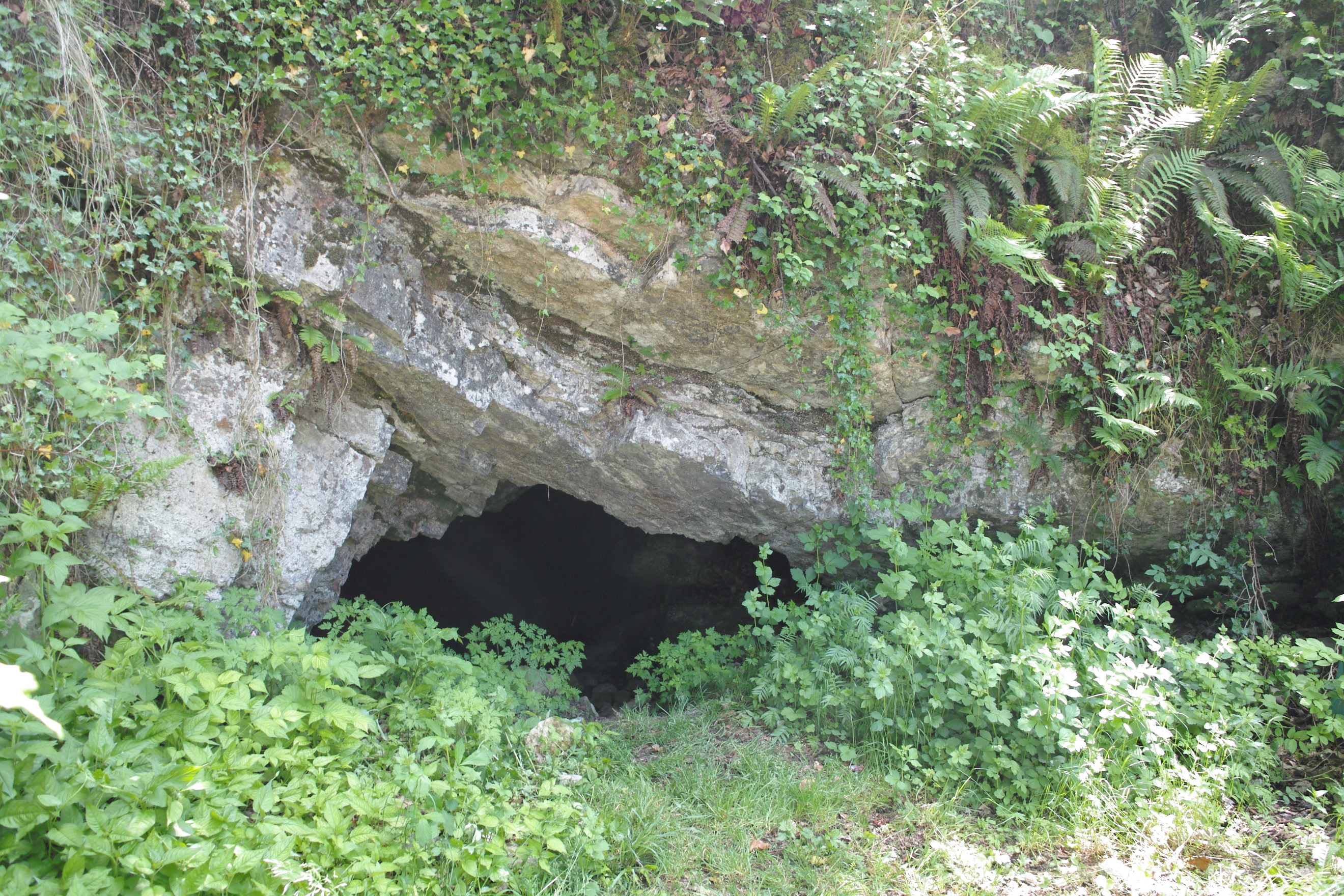
Stollenmund in Reigoldswil BL, Eingang in den ersten Voreinschnitts-Stollen bei der Talstation der Luftseilbahn Reigoldswil-Wasserfallen.

Es ist erwiesen, dass 1881 ein Grossteil der Schächte und Stollen in Mümliswil aufgefüllt wurden. Nur ein einziger Stollen, der erste sogenannte „Voreinschnittsstollen“ auf Reigoldswiler Seite, blieb erhalten und ist bis heute begehbar. Er ist geologisch im Originalzustand von 1875, jedoch teilweise mit Wasser gefüllt. Darin wurden vor rund hundert Jahren zwei Öllampen gefunden, die sich heute im Dorfmuseum "im Feld" Reigoldswil befinden.
Das eigentliche Tunnelportal Nord wäre beim ersten Schacht (Portalschacht Nr. 1, Flurname "Hand") rund 400 m südlich der Talstation der Gondelbahn und über 30 Meter unter dem heutigen Terrain zustande gekommen. Dort befindet sich heute eine begrünte Abfalldeponie. Das Gelände zwischen dem Tunnelportal und der Talstation der Gondelbahn wäre weggeschaufelt worden (Voreinschnitt). Den Voreinschnitt begann man auf Wunsch der Baufirma temporär zu untertunneln, um schneller zum eigentlichen Tunnelportal zu gelangen. An der Stelle des heute noch begehbaren und nicht vollendeten Voreinschnittsstollen wäre die Eisenbahnlinie später offen geführt gewesen. Der Voreinschnittsstollen ist heute aus Sicherheitsgründen mit einem Gitter verschlossen.

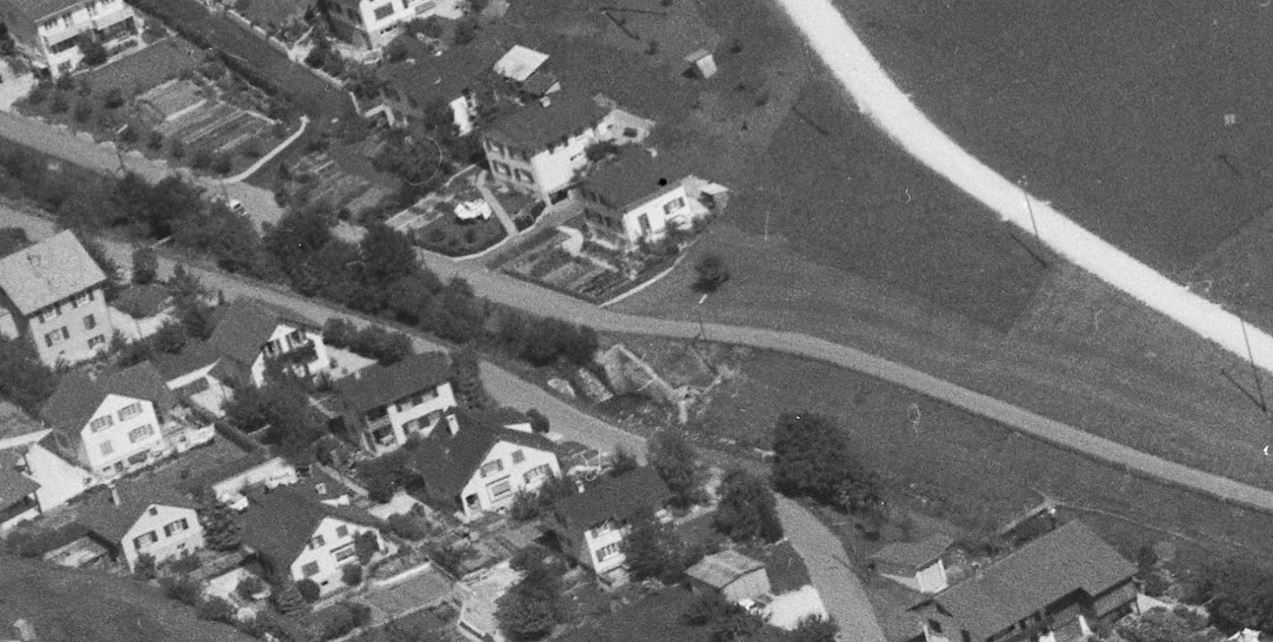
Luftbild von Mümliswil von 1971 (Comet Photo AG, heute Bildarchiv der ETH-Bibliothek). In der Bildmitte ist rechts neben dem Wasserfall der Stollenmund und das Bahntrassee (mit der Limmern) auf Mümliswiler Seite erkennbar.

Vor dem noch begehbaren Voreinschnittsstollen, auf dem fertigen Eisenbahntrasse, wurde in den 1950er Jahren die Luftseilbahn Reigoldswil – Wasserfallen und ein Parkplatz errichtet. Das ehemalige Bureau der Wasserfallenbahn ist heute noch neben der Talstation der Gondelbahn als Wohnhaus erhalten (Grundgasse 1 in Reigoldswil).
In Mümliswil zeigen sich noch auf weit über 500 m Länge das originale und fertiggestellte Eisenbahn-Trassee. Dort, wo der Bahnhof errichtet worden wäre, heisst noch heute die Strasse „Linie“. Das Spital aus der Zeit des Bahnbaus ist noch als Wohnhaus erhalten sowie die Korrekturen des Limmernbachs, die für den Bahnbau notwendig waren. Der Limmernbach wurde später in einen Abschnitt des alten Eisenbahntrassees hineinverlegt, sodass dieses Trassee noch im Originalzustand, bis zum heute verschütteten südlichen Stollenmunds (Koordinaten 2'620'000,1'243'930) noch erhalten ist. Der Stollenmund wurde bei der Korrektur des Limmernbachs mit einer Mauer eingefasst. Bis in die 1970er Jahre war der Stollenmund gemäss Luftbildern noch sichtbar.
Auch in Mümliswil war ein Voreinschnitt vorgesehen und eine temporäre Untertunnelung (Voreinschnittsstollen) zwischen Stollenmund und dem Tunnelportal Süd wurde gar fertiggestellt. Über dem 1881 durch ein Hochwasser zerstörten Voreinschnittsstollen in Mümliswil gab es im 20. Jahrhundert immer wieder Einstürze. Das Tunnelportal Süd wäre 18 Meter unter der heutigen Oberfläche auf einer Wiese nördlich des Dorfes Mümliswil zu liegen gekommen, südlich des Nasihöfli, direkt neben dem Spital.

Planaufnahme der Situation zum Ende der Bauarbeiten in Mümliswil (September 1875). Die Stollen sind bereits nicht mehr eingezeichnet, da sie eingestürzt sind. Plan von 1879 im SBB Historic Archiv.

Die sechs senkrechten Schächte (und deren Sohlenstollen) sind verschüttet, im Gelände aber noch sichtbar. Beim Hauptschacht in Mümliswil zeigt sich eine Bachumleitung, die aus der Bauzeit original erhalten ist. Sämtliche bekannten Schächte wurden bis 2023 fälschlicherweise für „Belüftungsschächte“ gehalten. Der Schacht Nr. 4 (Hauptschacht Mümliswil) ist derzeit vor Ort auf einer Tafel falsch bezeichnet.
Die vollendeten Schächte und Stollen umfassten Ende September 1875 alle zusammen eine Länge von rund 1000 Metern.
Das unvollendete Bauwerk ist ein Denkmal von nationaler Bedeutung.
Im Jahr 2024 fanden im Bereich der Schächte Metallprospektionen statt. Dabei kamen Überreste der Schachthütten, Löffel, Haken, Türbänder, Schrauben, Unterlagsscheiben und sogar ein Amulett eines Tunnelarbeiters zum Vorschein. Tief im Berg dürften sich noch sechs mehr oder weniger erhaltene Stollen befinden. Einer davon ist begehbar (Voreinschnittsstollen Reigoldswil). Die anderen sind seit dem 28. September 1875 nicht mehr begangen worden. Derzeit ist eine Sondierbohrung in einen dieser verschlossenen Stollen geplant.